# Raimundo Angulo
Raimundo Angulo Pizarro (Cartagena, en 1944) es un empresario colombiano, reconocido por ser el presidente del Concurso Nacional de Belleza desde 1996 y por dirigir las obras benéficas que se derivan del certamen.

## Biografía
Raimundo Angulo nació en Cartagena de Indias, hijo de Teresa Pizarro de Angulo, quien se convirtió en presidenta de la Junta Nacional de Belleza en 1977. En 1996, Angulo fue nombrado presidente del Concurso Nacional de Belleza en reemplazo de su madre, la cual abandonó el cargo por problemas de salud. Antes de presidir el certamen, Angulo se desempeñó como empresario del agro, promotor de clubes sociales, político y diplomático. Fue alcalde de Cartagena y director de la Corporación Nacional de Turismo.
Además de presidir el concurso, Angulo dirige todas las campañas sociales derivadas del mismo, como la recolección de fondos para instituciones educativas, barrios y hogares de ancianos y el mantenimiento de los monumentos más representativos de Cartagena de Indias, entre otros. Durante su mandato, Colombia ganó el certamen de Miss Universo en su edición de 2014 con la representante Paulina Vega Dieppa, quien previamente se había coronado en el concurso nacional, además de posicionar tres primeras finalistas en 2008, 2015 y 2017.
En 2020, el certamen nacional presidido por Angulo perdió el derecho de enviar a su ganadora a representar al país en Miss Universo, ya que no hubo un acuerdo entre el empresario y Natalie Ackermann, dueña de la franquicia de Miss Universo Colombia.

### Problemas de salud
A mediados del mes de julio de 2020 se anunció que Angulo contrajo COVID-19, agravado por su problema de diabetes. El diario El Tiempo informó que el empresario se encontraba intubado y bajo sedación profunda en la unidad de cuidados intensivos en la clínica Medihelp de Cartagena, a la que fue ingresado el 18 de julio. Ante los constantes rumores sobre su fallecimiento en las redes sociales, miembros de su familia los desmintieron y aseguraron el 28 de julio que Angulo se encontraba estable en la UCI de la mencionada institución. El 31 de julio el diario barranquillero El Heraldo informó una leve mejoría en su estado de salud. El 19 de octubre abandonó el centro hospitalario y fue trasladado a su hogar en el centro de Cartagena para continuar con su proceso de recuperación.